# 스기타 히나
스기타 히나(일본어: 杉田 妃和, 1997년 1월 31일 ~ )는 일본의 여자 축구 선수로 현재 미국 NWSL의 포틀랜드 손스에서 미드필더로 활동 중이다.

## 국가대표팀 경력
2012년과 2014년 FIFA U-17 여자 월드컵, 2016년 FIFA U-20 여자 월드컵에 출전했다. 2014년 U-17 월드컵 우승.
그녀는 2018년 8월 2일 오스트레일리아과의 경기에서 일본 국가대표팀에 데뷔했다. 2019년 EAFF E-1 풋볼 챔피언십 우승. 2019년과 2023년 FIFA 여자 월드컵, 2020년 하계 올림픽에도 출전했다.

## 통계
| 일본 | 일본 | 일본 |
| 연도 | 출전 | 득점 |
| ---- | ---- | ---- |
| 2018 | 1    | 0    |
| 2019 | 14   | 0    |
| 2020 | 3    | 0    |
| 2021 | 10   | 2    |
| 2022 | 5    | 0    |
| 2023 | 13   | 1    |
| 2024 | 1    | 0    |
| 통산 | 47   | 3    |

## 수상

### 클럽
INAC 고베 레오네사
- 나데시코 리그 디비전 1 : 준우승 (2016, 2017, 2018, 2020), 3위 (2019)
- WE리그 : 우승 (2021-22)
- 황후컵 : 우승 (2015, 2016), 준우승 (2018), 4강 (2019)
- WE 리그컵 : 준우승 (2018, 2019), 4강 (2017)

 포틀랜드 손스
- 내셔널 위민스 사커 리그 : 우승 (2022)

### 국가대표팀
일본 여자 U-17
- AFC U-17 여자 아시안컵 : 우승 (2013)
- FIFA U-17 여자 월드컵 : 우승 (2014)

 일본 여자 U-20
- AFC U-20 여자 아시안컵 : 우승 (2015)
- FIFA U-20 여자 월드컵 : 3위 (2016)